# الباقورة (إربد)
الباقورة هي بلدة أردنيّة حدوديّة تقع شرق نهر الأردن ضمن لواء الأغوار الشماليّة التابع لمحافظة إربد. تبلغ مساحتها الإجماليّة حوالي 6000 دونم. كانت الباقورة تعدّ أحد بنود النزاع بين الأردن وإسرائيل منذ عقود لوقوعها على الحدود، حيث وردت في الملحق الأول من اتفاقية وادي عربة في القسم الثاني ب تحت اسم «منطقة الباقورة/ نهاريم». استعاد الأردن سيادته عليها في نوفمبر 2019، بعد انتهاء مدة العمل بملحقي الباقورة والغمر وعدم تجديد الاتفاقية.
كانت تعرف تاريخيًا بمنطقة جسر المجامع حيث يصب نهر اليرموك في نهر الأردن. وقد ذُكِرت من قبل شركة الكهرباء الفلسطينية في رسالة  بتاريخ 27 فبراير 1929 إلى شركة سكك حديد فلسطين.

## تاريخ

### جسر المجامع
تاريخياً، كان المبنى الوحيد في المنطقة هو الجسر الروماني في جسر المجامي . تم بناء جسر للسكك الحديدية موازياً له في أوائل القرن العشرين لبناء خط سكك حديد مرج بن عامر، التي افتتحت عام 1905. لعب الجسر دورًا استراتيجيًا في الحرب العالمية الأولى ؛ تم الاستيلاء عليه أثناء احتلال العفولة وبيسان .

### محطة الطاقة الكهرومائية

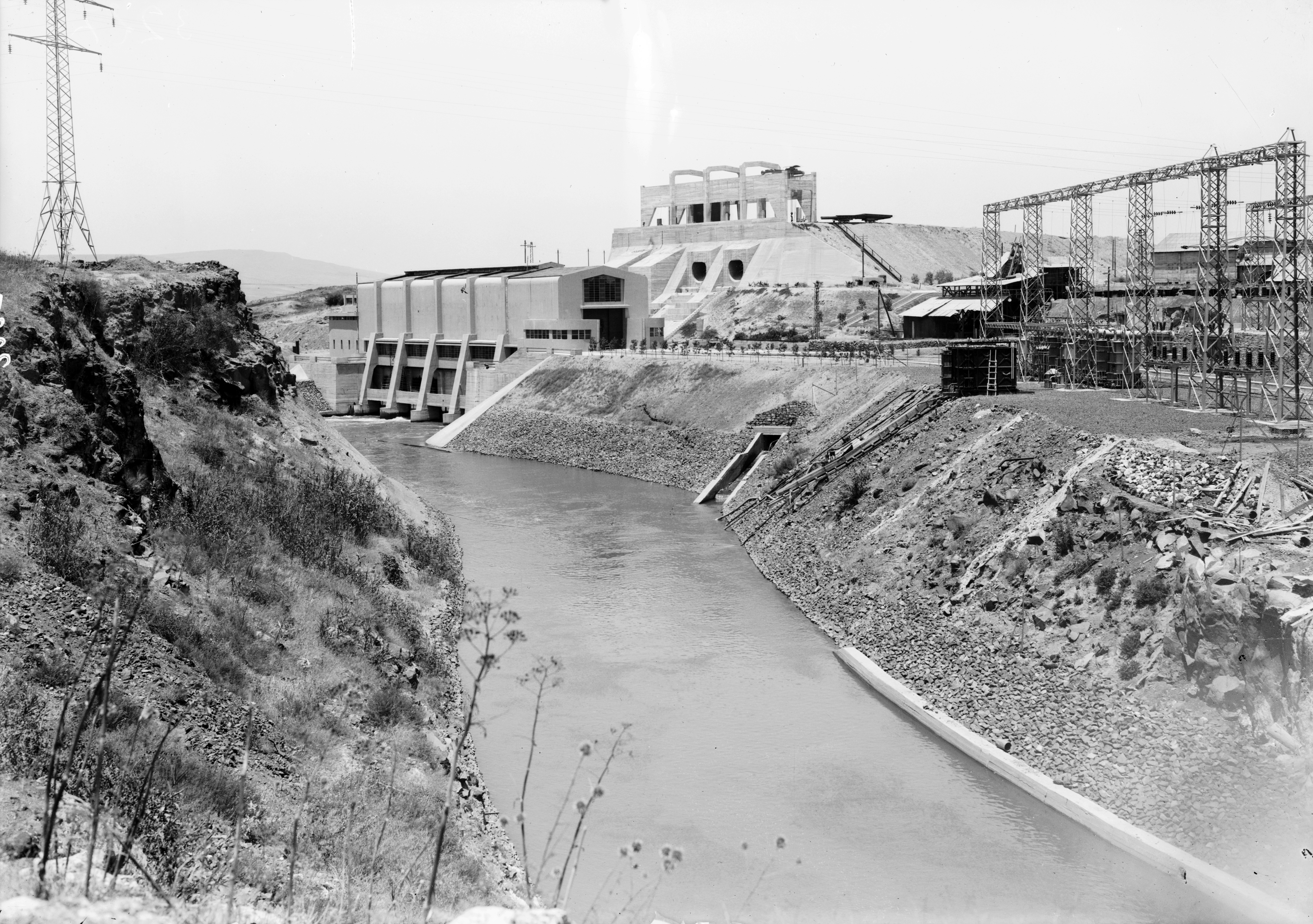
أول محطة لتوليد الطاقة الكهرومائية في الأردن ، حوالي عام 1933

بنحاس روتنبرغ، مهندس صهيوني روسي المولد، هاجر إلى فلسطين عام 1919. وبعد تقديمه خطة للحركة الصهيونية لإنشاء 13 محطة للطاقة الكهرومائية وتأمين التمويل للخطة، حصل على امتياز من حكومة الانتداب البريطاني لتوليد الكهرباء، أولاً من نهر العوجا بالقرب من تل أبيب ، وبعد ذلك بوقت قصير، الاستفادة من كافة المياه الجارية في غرب فلسطين.

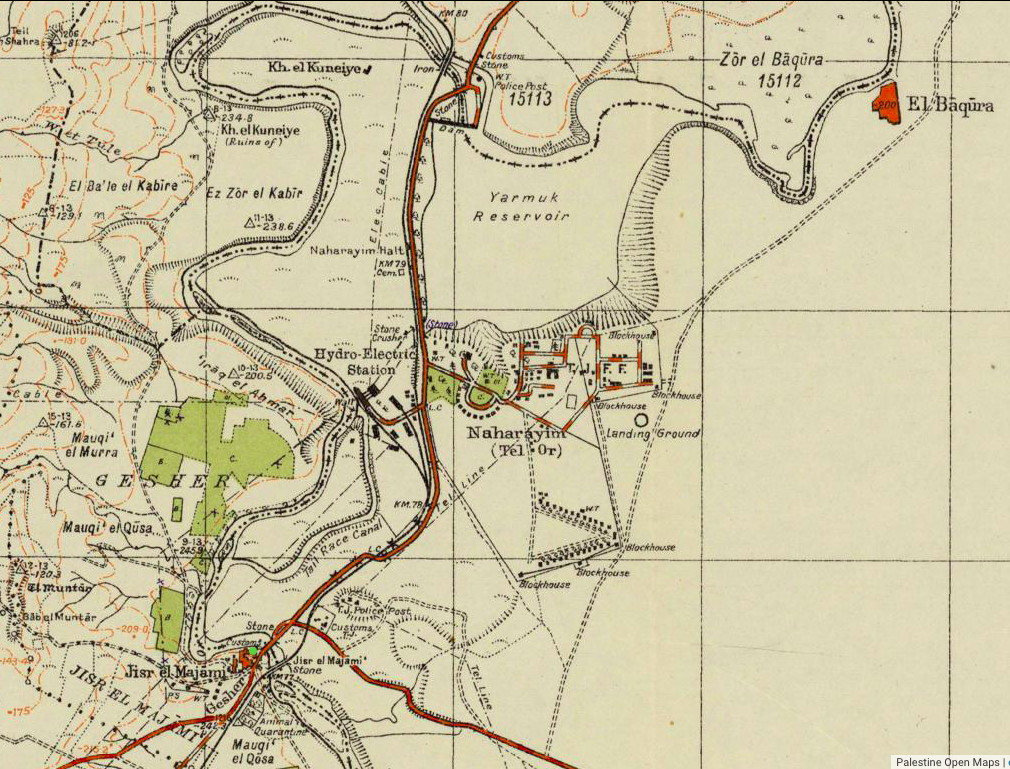
مسح لخريطة فلسطين للمنطقة في الأربعينيات

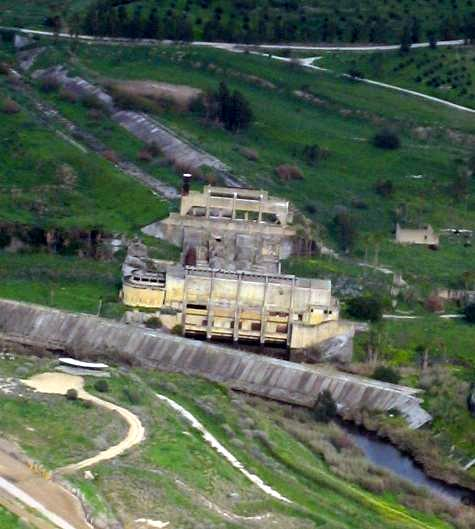
بقايا محطة توليد الطاقة في الباقورة، تابعة لمشروع روتنبرغ.

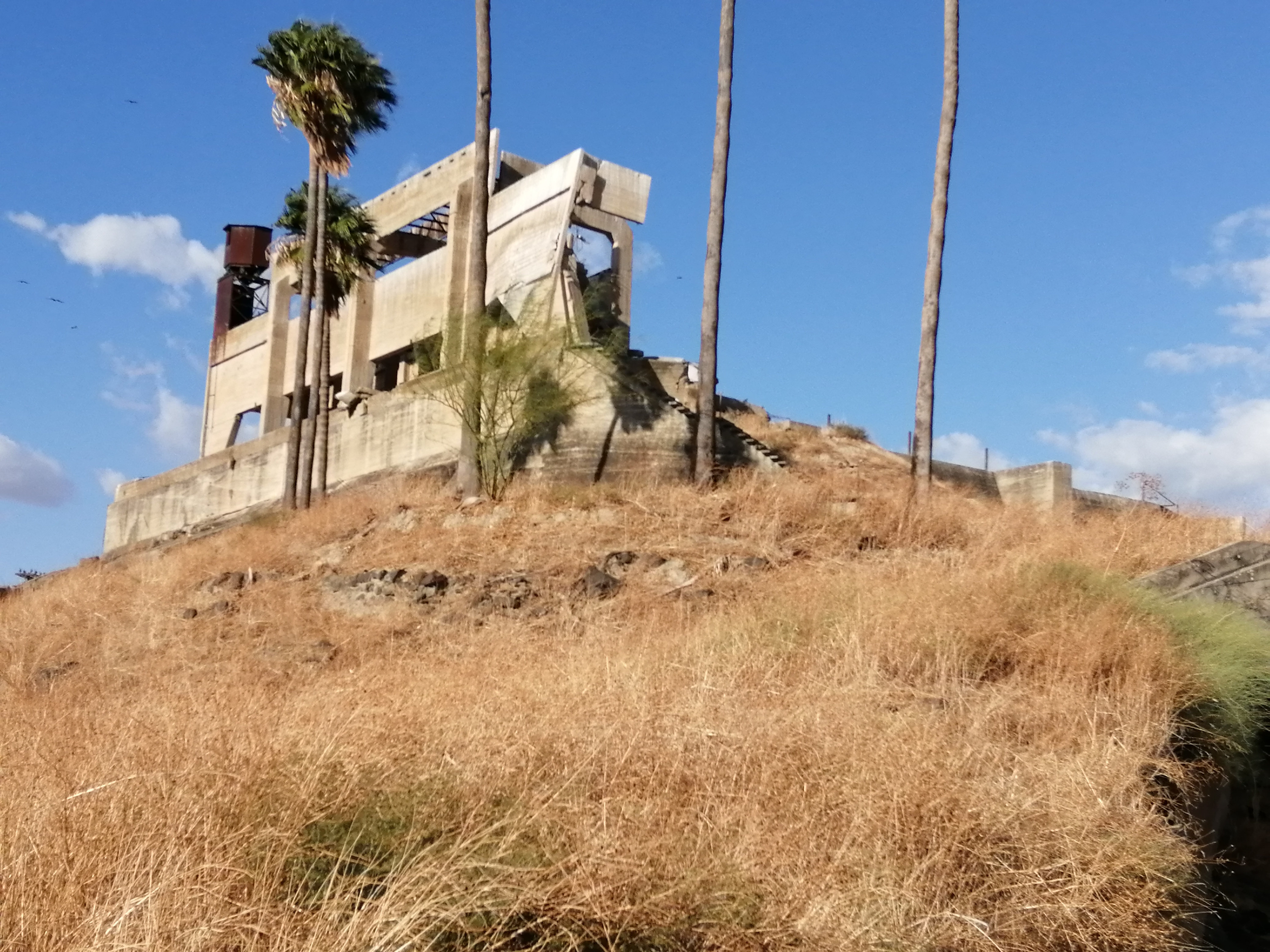
محطة توليد الطاقة في الباقورة (2019).

تم بيع جزء من 6000 دونم (600 هكتار) لشركة الكهرباء الفلسطينية (PEC) التي يديرها بنحاس روتنبرغ. تم اختيار موقع لتدفق المياه القوي وإمكانية تنظيم التدفق من خلال تخزينه في بحيرة طبريا خلال موسم الأمطار في الشتاء وإطلاق احتياطي المياه في الصيف. بدأ البناء في عام 1927 واستمر لمدة خمس سنوات. تم تسمية الموقع بالغبرية باسم نهرايم، وتعني بالعبرية "النهرين".

### قرية العمال

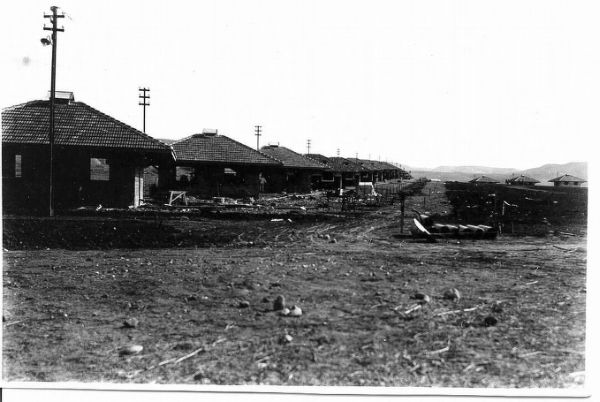
بيوت القرية العمالية 1932/1933

تم بناء حي سكني بالقرب من المصنع لإيواء الموظفين. وكانت القرية اليهودية الوحيدة في شرق الأردن في ذلك الوقت. وقد تم تخصيصها لسكن الموظفين الدائمين في محطة توليد الكهرباء وعائلاتهم، بهدف إنشاء قرية زراعية على الحدود الشرقية لأرض إسرائيل.
كما قام العاملون في محطة توليد الكهرباء بزراعة آلاف الدونمات من الأراضي وباعوا بعض المنتجات في سوبر ماركت عمال الشركة في حيفا . وبسبب عزلتها النسبية ورغم قلة عدد العائلات المقيمة فيها، ضمت القرية عيادة وروضة أطفال وحتى مدرسة أنشأها يوسف حناني لأبناء الموظفين.
تم إجلاء عائلات الموظفين في تل أور من المستوطنة في أبريل 1948، ولم يتبق سوى العمال الذين يحملون بطاقات الهوية الأردنية. في أعقاب معركة طويلة بين القوات اليهودية والفيلق العربي الأردني في المنطقة، تم إعطاء السكان المتبقين إنذارًا بالاستسلام أو مغادرة القرية. وقد هاجر السكان وتم إجلاؤهم إلى المناطق التي سيطر عليها اليهود عبر النهر.

### الترسيم الحدودي
عندما تم تعيين الحدود بين شرق الأردن وفلسطين إبان الانتداب البريطاني، حُدد نهر الأردن حدًّا فاصلًا بين القطرين، ونهر اليرموك فاصلا بين الأردن وسوريا. أصبحت الباقورة وفقا لهذه الحدود جزءًا من الأردن. بعد حرب 1948، نزح العديد من الفلسطينيين إلى شرق نهر الأردن ومنهم من سكن الباقورة، وهؤلاء في معظمهم العاملين بالزراعة وتربية المواشي. إلاّ أن إسرائيل قد احتلت المنطقة الواقعة على الجانب الأردني عند ملتقى نهر اليرموك ونهر الأردن في غرب الباقورة عام 1950 وما زالت مسجلة على واقع الحال باسم بنحاس روتنبرغ اليهودي الذي منحته بريطانيا في عام 1921 حق امتياز استغلال مياه نهري اليرموك والأردن لتوليد الطاقة الكهربائية لإنارة المدن الفلسطينية ولواء عجلون ضمن ما كان يُسمى مشروع روتنبرغ.

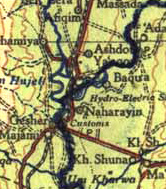
خط الهدنة كما هو موضح على الخريطة الرسمية

في عام 1994، اتفق الجانبان الأردني والإسرائيلي في معاهدة وادي عربة على استرداد الأردن للباقورة والتي تقدر مساحتها بـ 850 دونم. علما أن الأردن لم يكن يمارس السيادة الفعلية على المنطقة المستردة، والتي خضعت لنظام خاص يحق للإسرائيليين بموجبه التملّك والزيارة وبدخول شرطتهم إليها بسلاحها.
في عام 1997، شهدت هذه المنطقة حدثًا مهمًا، حيث قام الجندي أحمد الدقامسة - وهو جندي أردني كان يخدم في حراسة الحدود- بإطلاق النار على مجموعة فتيات إسرائيليات بسبب استهزأهن به أثناء صلاته في المنطقة في 12 نيسان (أبريل) 1997 فأردى العشرات ما بين قتيل وجريح. وتمت محاكمته بالسجن المؤبد، رغم الرفض الشعبي لذلك. عادت السلطات الأردنية وأفرجت عن أحمد الدقامسة في شهر آذار (مارس) سنة 2017.
وفي يوم الأحد 21 شهر تشرين الأول (أكتوبر) 2018، أعلن الملك عبد الله الثاني بن الحسين عبر صفحته على موقع تويتر عدم تجديد اتفاقية تأجير أراضي الباقورة والغمّر لإسرائيل، بعدما خرجت احتجاجات ومسيرات في يوم الجُمُعة السابق: 19 تشرين الأوَّل (أكتوبر)، تطالب بإنهاء هذه الاتفاقية بعدما انتهت المدة القانونية حسب معاهدة السلام الأردنية الإسرائيلية. كما شهدت المحاكم الأُردُنيَّة، تسجيل مجموعة من الإنذارات العدليَّة ضد الحكومة، للمطالبة بعدم تمديد تأجير أراضي المنطقتين لإسرائيل. وغرَّد العاهل الأردني قائلًا: «لطالما كانت الباقورة والغمّر على رأس أولوياتنا، وقرارنا هو إنهاء ملحقي الباقورة والغمّر من اتفاقية السلام انطلاقًا من حرصنا على اتخاذ كل ما يلزم من أجل الأردن والأردنيين». كما قالت وزارة الخارجية وشؤون المغتربين إنها سلَّمت وزارة الخارجية الإسرائيلية مذكرتين أبلغت عبرهما الحكومة الإسرائيلية قرار المملكة الأردنية إنهاء الملحقين الخاصين بمنطقتي الباقورة والغمر في معاهدة السلام المذكورة. بعد هذا الإعلان، هدد وزير الزراعة الإسرائيلي أوري أرئيل، بقطع المياه عن العاصمة الأردنية عمَّان، وقال في مقابلة مع القناة الأولى الإسرائيلية، إنَّ إسرائيل ستُقلِّص المياه التي تزود بها عمَّان من أربعة أيَّام إلى يومين في الأسبوع إذا أُلغي المُلحق الخاص بقريتيّ الغمر والباقورة، مُعتبرًا أنَّ الأردن يحتاج إسرائيل أكثر من حاجة إسرائيل للأردن، وطالب رئيس الوزراء بنيامين نتنياهو بإقناع ملك الأردن بالعدول عن قراره. وكان نتنياهو قد صرَّح بِأنَّ الأردن يحق له استعادة كافَّة أراضيه، لكنَّهُ توقَّع الدُخول في مفاوضات مع الأردن حول إمكانية تمديد اتفاقية تأجير أراضي القريتين سالفتا الذِكر. في 10 نوفمبر 2019 أعلن ملك الأردن عبد الله الثاني انتهاء العمل بملحقي الباقورة والغمر وفرض السيادة الأردنية عليهما.

## وصلات خارجية
- البوصلة - أول فيلم وثائقي عن اتفاقية وادي عربة 2 على يوتيوب
- أحمد الدقامسة على يوتيوب